# المهاجر بن أبي أمية
المهاجر بن أبي أميَّة بن المغيرة، صحابي، وأخو أم المؤمنين أم سلمة.

## نسبه
هو: المُهَاجِرُ بن أَبِي أُمَيَّة ابن المُغِيرَة بن عبد الله بن عُمَر بن مَخْزُوم، وأمه: عاتكة بنت عامر بن ربيعة بن أعيا ابن مالك بن عَلْقَمة بن فِراس بن غَنْم بن مالك بن كِنانة.

## حياته
قيل بأنه قد شهد بدرًا مع المشركين، وقتل أخواه يومئذ: هشام، ومسعود، وأسلم المهاجر وهاجر، ودخل النبي ﷺ على أم سلمة وعندها رجل، فقال: «من هذا؟»، قالت: «أخي الوليد، قدم مهاجرًا»، فقال: «هذا المهاجر!»، فقالت: «يا رسول الله، هو الوليد»، فأعاد فأعادت، فقال: «إنَّكُمْ تُرِيدُونَ أنْ تَتَّخِذُوا الْوَلِيدَ حَنانًا، إنَّهُ يَكُونُ في أمتي فرعون يُقَالُ لَهُ الوليدُ».
وقال ابن عبد البر: كان اسْمُهُ الوليد، فَكِرَه رسولُ الله ﷺ اسْمَه، وقال لأم سلمة: «هُوَ الْمُهَاجِرُ»، وكانت قالت له: « قدم أخي الوليد مهاجرًا»، فقال لها رسول الله ﷺ: «هُوَ الْمُهَاجِرُ» فعرفت أمّ سلمة ما أراد من تحويل اسم الوليد، فقالت: «هو المهاجر يا رسول الله صَلَّى الله عليه وسلم» في خَبَرٍ فيه طول، وفيه عيب اسم الوليد.
وتخلَّف المهاجر عن غزوة تبوك، فرجع النبيُّ  وهو عاتبٌ عليه، فلم تزل أم سلمة تعتذر عنه حتى عذره، وولاّه، وعن المهاجر ابن مسمار قال: كان المهاجر بن أبي أُمية قد وَجدَ عليه رسولُ الله ﷺ، فكلَّم أمَّ سَلَمَة، فقال: «كلِّمي لي رسول الله صَلَّى الله عليه وسلم، فهذا يومه عندك فأدخلته في بيت»، فلما دخل رسول الله ﷺ، لم يرعه إلا مهاجر آخذ بحقوية مِنْ خَلْفِه، فضحك النبي ﷺ. وقالت أم سَلَمة: «ارضَ عنه رضي الله عنك». فرضي عنه وولاَّه صَنْعاء، فانطلق حتى أتى مكة، فبلغه. أن العَنْسِيّ قد خرج بصنعاء، فرجع إلى المدينة، فلم يزل بها حتى توفي النبي ﷺ، وولاه أبو بكر صَنْعاء، فمضى في ولايته.
وعن موسى بن عِمْرَان بن مَنَّاح قال: «توفي رسول الله صَلَّى الله عليه وسلم، والمهاجر بن أبي أمية عامله على صنعاء»، وعن محمد بن حجر قال: «وفدت على رسول الله صَلَّى الله عليه وآله وسلم فرحّب بي وأدنى مجلسي؛ فلما أردت الرجوعَ كتب ثلاث كتب: كتاب خاص بي فضَّلني فيه على قومي: بِسْمِ اللهِ الْرَّحْمَنِ الْرَّحِيمِ، مِنْ مُحَمَّد رَسُولِ اللهِ إِلَى الْمُهَاجِر بْنِ أَبِي أُمَيَّةَ، إِنّ وَائِلًا يَسْتَسْعِيني ونَوْفَلًا عَلَى الأقْيَال حَيْثُ كَانُوا مِنْ حَضْرَمَوْت...».
وقد قاتل أهل الردّة، وقال في ذلك أشعارًا، وَلَدَ المهاجرُ بن أبي أمية: عبيدَ الله، وأمه هند بنت الوليد بن عُتبة بن ربيعة بن عبد شمس. وخَلَفَ المهاجر على أسماء بنت النعمان بعد فراقها من النبي محمد، فأراد عمر أن يعاقبهما فقالت: والله ما ضُرب عليّ الحجاب ولا سمّيت أمّ المؤمنين، فكفّ عنها.